# Наталія Тена
Наталія Тена (англ. Natalia Tena; нар. 1 листопада 1984, Лондон, Велика Британія) — британська акторка та музикантка іспанського походження.

## Життєпис
Народилася в Лондоні, Велика Британія в іспанській родині секретарки Марії та теслі Хесуса. Навчалася в інтернаті в Пітерсфілді. Після невдалих спроб вступити до драматичних шкіл в Англії, Наталі поїхала вивчати психологію та філософію в Австралію.

## Кар'єра
У 2002 з'явилася у романтичній комедії «Мій хлопчик» з Х'ю Грантом у головній ролі. У 2007 акторка зіграла в адаптації твору Джоан Роулінг Гаррі Поттер і Орден Фенікса". Наталія виконала роль Німфадори Тонкс — співробітниця Міністерства Магії, член Ордена Фенікса, у якої є здатність змінювати зовнішній вигляд. Вона також з'явиться у подальших кіноадаптаціях: «Гаррі Поттер і Напівкровний Принц», «Гаррі Поттер і Смертельні реліквії: Частина 1», «Гаррі Поттер та Смертельні Реліквії: Частина 2».
У червні 2010 стало відомо, що Тена була затверджена на роль Ошо — дикунки, яка зблизилась з Бреном Старком (Айзек Гемпстед Райт) у «Грі престолів». Наталія з'явилась у шістнадцяти епізодах серіалу. У іспано-британському серіалі «Біженці» акторка була в центрі історії про людей з майбутнього, які внаслідок вибуху повернулися в теперішнє.
Крім акторської кар'єри, Наталія Тена проявила себе як музикант, заснувавши гурт Molotov Jukebox, для якої вона пише пісні, співає та грає на акордеоні.

## Фільмографія

### Фільми
| Рік  | Назва                                            | Оригінальна назва                             | Роль              | Примітки      |
| ---- | ------------------------------------------------ | --------------------------------------------- | ----------------- | ------------- |
| 2002 | «Мій хлопчик»                                    | About a Boy                                   | Еллі              |               |
| 2004 |                                                  | Delusions of Grandeur                         | Сьюзі             |               |
| 2005 | «Образотворче мистецтво любові»                  | The Fine Art of Love: Mine Ha-Ha              | Віра              |               |
| 2005 | «Місіс Хендерсон представляє»                    | Mrs Henderson Presents                        | Пеггі             |               |
| 2007 | «Гаррі Поттер і Орден Фенікса»                   | Harry Potter and the Order of the Phoenix     | Німфадора Тонкс   |               |
| 2008 | «Урок 21»                                        | Lezione 21                                    | Томсон            |               |
| 2009 | «Гаррі Поттер і Напівкровний Принц»              | Harry Potter and the Half-Blood Prince        | Німфадора Тонкс   |               |
| 2010 | «Чрево»                                          | Womb                                          | Роуз              |               |
| 2010 | «Шлях до вічного життя»                          | Ways to Live Forever                          | Енні              |               |
| 2010 | «Гаррі Поттер і Смертельні реліквії: Частина 1»  | Harry Potter and the Deathly Hallows — Part 1 | Німфадора Тонкс   |               |
| 2011 | «Музика нас зв'язала»                            | You Instead                                   | Морелло           |               |
| 2011 | «Гаррі Поттер та Смертельні Реліквії: Частина 2» | Harry Potter and the Deathly Hallows — Part 2 | Німфадора Тонкс   |               |
| 2012 | «Любий друг»                                     | Bel Ami                                       | Рейчел            |               |
| 2014 | «50 поцілунків»                                  | 50 Kisses                                     | Лейла             |               |
| 2014 | «10 000 км: Кохання на відстані»                 | 10.000 Km                                     | Алекс             |               |
| 2015 | «Осад»                                           | Residue                                       | Дженніфер Престон |               |
| 2015 | «СуперБоб»                                       | SuperBob                                      | Дорріс            |               |
|      |                                                  | Amar                                          |                   | постпродукція |
| 2017 |                                                  | As We Like It                                 | Кет               | постпродукція |

### Серіали
| Рік       | Назва                       | Оригінальна назва            | Роль              | Примітки               |
| --------- | --------------------------- | ---------------------------- | ----------------- | ---------------------- |
| 2004      | «Кімната смерті»            | The Murder Room              |                   | міні-серіал            |
| 2005      | «Лікарі»                    | Doctors                      | Емі Емерсон       | 1 епізод               |
| 2006      | «Поле бою: Мистецтво війни» | Battleground: The Art of War |                   | 1 епізод               |
| 2006      | «Після смерті»              | Afterlife                    | Джемма Тейлор     | 1 епізод               |
| 2011-2016 | «Гра престолів»             | Game of Thrones              | Оша               | 16 епізодів            |
| 2012      | «Безсоромні»                | Shameless                    | Апаресида         | 1 епізод               |
| 2012      | «Фалькон»                   | Falcón                       | Крістіна Феррера  | 2 епізоди              |
| 2013      | «Посли»                     | Ambassadors                  | Таня              | міні-серіал; 3 епізоди |
| 2014      | «Чорне дзеркало»            | Black Mirror                 | Дженніфер         | Епізод: «Біле Різдво»  |
| 2014-2015 | «Біженці»                   | The Refugees                 | Емма              | 7 епізодів             |
| 2015      | «Осад»                      | Residue                      | Дженніфер Престон | міні-серіал; 3 епізоди |
| 2018      | «Походження»                | Origin                       | Лана Пірс         | 10 епізодів            |
| 2019      | «Мандалорець»               | The Mandalorian              | Xi'an             | 1 епізод               |